# Щокін-Кротова Ангеліна Василівна
Ангеліна Василівна Щокін-Кротова (5 червня 1910, Лебедин — серпень 1992, Москва) — російська мистецтвознавиця.
Народилася в місті Лебедині Харківської губернії (нині — Сумська область). На початку 1920-х років її родина переїхала в Москву.
У 1927 році  закінчила середню школу (колишню Алферовську гімназію).
У 1933 році закінчила екскурсійно-перекладацьке відділення Московського інституту нових мов зі знанням німецької мови. У цьому ж році почала працювати гідом-перекладачкою у системі «Інтуриста», вела семінар з історії російського мистецтва в Третьяковській галереї для колег-перекладачів.
У 1936 році була запрошена у Центральний будинок художнього виховання дітей для організації виставок дитячого малюнка та занять з дітьми дошкільного віку, де працювала аж до 1940 року.
Навесні 1939 року познайомилася з художником Робертом Рафаїловичем Фальком на його персональній виставці в Будинку письменників. В цьому ж році одружилася з ним. Родина проживала на четвертому поверсі знаменитого будинку Перцова, що на розі Курсового провулка і Соймоновського проїзду, де також знаходилися майстерні і квартири двох соратників Фалька по «Бубновому валету» — Олександра Васильовича Купріна та Василя Васильовича Рождественського. Цю трійцю Ангеліна Щокін називала «тихими бубновими валетами», в протиобертагу «гучним» — це трійка Кончаловський — Машков — Лентулов.
У 1941 році з початком Німецько-радянської війни родина евакуювалася в Башкирію, потім у Самарканд. Повернулися в 1943 році.
У 1958 році помер чоловік.
З 1967 року Ангеліна Кротова, вийшовши на пенсію, присвятила себе збереженню і популяризації творчої спадщини чоловіка. З її допомогою в період 1960—1990 рр. було організовано ряд персональних виставок художника. Вона також опублікувала кілька статей про творчість художника. Багато його робіт з родинної колекції було передано в дар музеям.

## Літературні праці Щокін-Кротової А. В
- Из жизни рядом с Фальком. В кн. Д. В. Сарабьянова «Robert Falk». На немецком языке. Дрезден, 1974.
- Щекин-Кротова А. В. Становление художника // Новый мир. 1983. № 10.
- Щекин-Кротова А. В. Фальк Р. Р. Беседы об искусстве. Письма. Воспоминания о художнике. 1981.
- Щекин-Кротова А. В. Люди и образы. Биографии и легенды. Из цикла «Модели Фалька» // Панорама искусств. Выпуск 8. — М.: Советский художник, 1985.